# S:ta Birgitta kyrka, Lemland

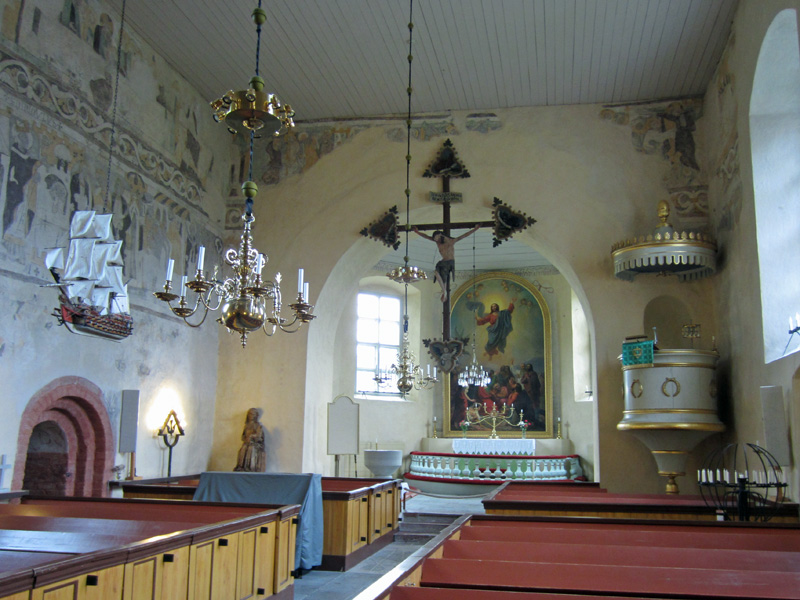
Interiör. Passionshistorien börjar med nattvarden överst på norra (vänstra) väggen, och fortsätter med fragment i hörnen ovanför koret på ursprungliga östra väggen (mittersta väggen på bilden). Under nattvarden finns scener ur Sankt Nikolaus liv.

S:ta Birgitta kyrka är en typisk sjöfararkyrka i Lemland på Åland. Ursprungligen uppkallades den troligen efter sjöfartens skyddshelgon Sankt Nikolaus. Senare, på 1400-talet, blev Sankta Birgitta kyrkans skyddshelgon.
Kyrkan ägs och underhålls av Lemland-Lumparlands församling. 

## Historia
Lemlands kyrka ligger som många åländska kyrkor intill ett järnåldersgravfält. Länge trodde man att kyrkan härstammade från 1400-talet, men på 1950-talet avslöjades att stenkyrkan var betydligt äldre än så och att den dessutom hade haft en tidigare föregångare i trä. 

Under Lemlands moderkyrka lyder Lumparlands kapell.

I vapenhuset finner man ett arkeologiskt fynd, en gravhäll från första hälften av 1100-talet, samt andra arkeologiska fynd.

## Kyrkobyggnaden
Lemlands kyrka är byggd i röd granit och den äldsta delen av kyrkan, långskeppet, uppfördes i slutet av 1200-talet. Tornet tillkom cirka 1317. Sakristian och vapenhuset uppfördes troligen i början 1300-talet. Sist byggdes det nuvarande koret och det blev färdigt 1679, ett årtal som ännu kan läsas i vindflöjeln i den säregna takryttaren i öster.

## Väggmålningar
De äldsta målningarna är från 1290-talet. Målningarna har till större delen förstörts av att stora fönster öppnats i norr och söder, och ett nytt kor byggts. På norra väggen finns de största bevarade målade partierna.
I östra delen av långhuset (alltså det ursprungliga koret) fanns tre horisontella sviter. Översta sviten börjar på norra väggen med nattvarden. Skildringen av passionshistorien fortsätter överst på (ursprungliga) östra väggen med gisslandet, korsfästelsen och Jesu möte efter döden med Maria Magdalena.
Den mellersta sviten börjar på norra väggen med scener ur Sankt Nikolaus liv och mirakler. Nikolaussvitens fortsättning på (ursrungliga) östra väggen har nästan helt förstörts av öppningen mot det nya koret på 1700-talet.. Söder om det ursprungliga korfönstret på östra väggen har Nikolaussviten troligen avlösts av en svit om Sankta Katarina av Alexandrias martyrium. Avslutningen av Katarinasviten finns delvis bevarad på södra väggen. Av den nedersta sviten finns svaga spår.
I västra partiet av långhuset finns väggmålningar av en annan typ. Enstaka apostlafigurer har målats i rött på vit puts invid invigningskors. Endast aposteln Andreas kan säkert identifieras med sitt andreaskors. Fem vigningskors är numera synliga.

## Inventarier
- Altarskåpet på norra väggen från mitten av 1400-talet[2] har ett överstycke från år 1662 som idag hänger i tornkyrkan.
- Altartavlan, som föreställer Kristi himmelsfärd, är målad av hovmålaren R.W. Ekman år 1872.
- Triumfkrucifix framför korbågen från trakten kring Köln, från mitten av 1300-talet[2]
- Altarkrucifix i dopnischen, eventuellt ett gotländskt arbete, från mitten av 1300-talet[2]
- Träskulptur av Tronande Madonna med barnet,  en av de vackraste på Åland, cirka 1320[2]

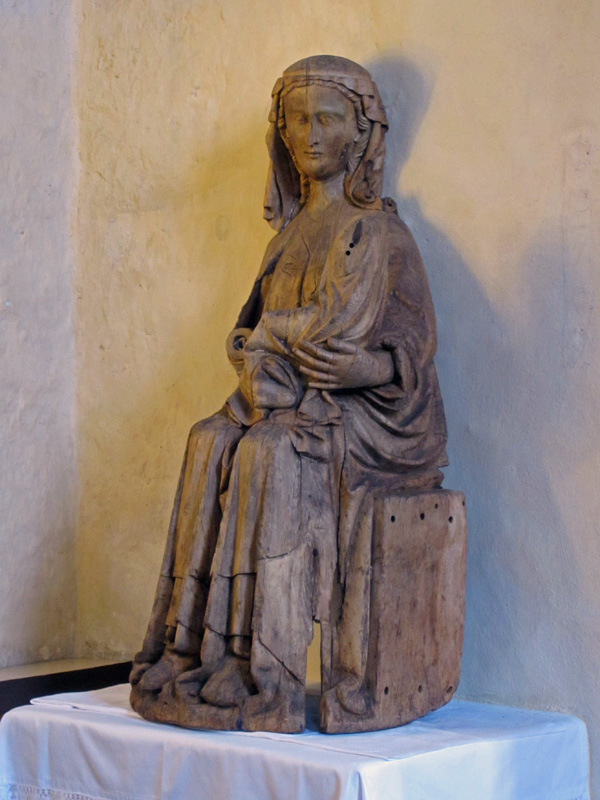
Tronande Madonna med barnet

- Skulptur av aposteln Jakob
- Skulptur av Sankt Nikolaus
- Skulptur av Sankta Birgitta, eventuellt ett gotländskt arbete i gamla fönsternischen i sydväggen[2]
- Votivskeppet i främre delen av kyrkorummet är från 1600-talet
- Votivskeppet i bakre delen av kyrkorummet är från 1844
- Predikstol från 1852
- Dopfunten i medeltida stil från 1958

### Orglar
- 1866 byggde Frans Anderson en orgel. Den flyttades 1957 till Sottunga kyrka.
- 1960 byggde Veikko Virtanen en ny orgel.[4]
- Nuvarande orgel från 2009 byggdes i fransk romantisk-symfonisk stil av den tyska orgelbyggaren H.O Paschen. Den klangliga gestaltningen är H. Gripentrogs och K. Mäkinens arbete.

| Huvudverk I C-g3 | Bröstverk II C-g3 | Pedal C-f1      | Koppel |
| Rohrflöte 8'     | Gedackt 8'        | Subbas 16'      | I/P    |
| Principal 4'     | Spitzflöte 4'     | Gedackt 8'      | II/P   |
| Gedacktflöte 4'  | Principal 2'      | Choralbass 3 ch | II/I   |
| Waldflöte 2'     | Sesquialtera 2 ch | Sordun 16'      |        |
| Mixtur 3 ch      | Cymbel 1 ch       |                 |        |
|                  | Tremolo           |                 |        |